# 哈巴羅夫斯克聯合航空3949號班機空難
哈巴羅夫斯克聯合航空3949號班機空難是哈巴羅夫斯克航空一班的來回南薩哈林斯克機場至哈巴羅夫斯克機場定期航班，1995年12月6日，一架圖-154客機墜毀於Bo-Dzhausa山附近，造成机上98人（包括6名儿童）全部死亡。事故是由于飞机在34800ft以自动驾驶模式下巡航时进入了一个俯冲导致。

## 飛機
失事客机是一架1976年7月30日首飞的图-154B，生产序列号76А164。事发前，该机累计飞行时数为30,001，进行过四次检修，最后一次检修于1991年9月23日进行。

## 原因
空难调查小组给出了五种可能的原因, 把它们组合起来就有可能会导致这次空难发生。人们相信，为了抵消左侧机翼高度稍低产生的影响，机上的飞航工程师把引擎用油设置成仅从左翼油箱抽取这种燃油不平衡或许导致飞机向右侧转动，在起飞后35分钟时自动驾驶无法纠正这种问题。而这有可能导致飞机最终失去控制并以俯冲姿态坠地。